# Nusrat Bhutto
Nusrat Bhutto   (Esfahan, 23 de març de 1929 - Dubai, 23 d'octubre de 2011), nascuda sota el nom Begum Nusrat Ispahani, fou una figura pública, activista i líder política d'origen iranià-kurd.
Va ser la primera dama de Pakistan entre 1971 i 1977. Després del cop d'estat del general Zia-ul-Haq, que va derrocar el govern del seu marit, Zulfikar Ali Bhutto, va prendre les regnes del Partit del Poble Pakistanès (PPP) i va afrontar l'alçament militar. Ja exiliada a Londres, fundà el Moviment per la Restauració de la Democràcia. Quan va retornar a Pakistan el 1988 va ser nomenada ministra sense cartera pel govern progressista de la seva filla Benzair Bhutto i va servir com a representant del districte de Larkana a l'Assamblea Nacional Pakistanesa.
La vida de Nusrat ha estat qualificada per la premsa pakistanesa de "turment", ja que va viure les morts violentes del seu marit i de tres dels seus quatre fills, tot i que alhora és un personatge estimat i alabat pel seu activisme contra els règims militars. Els pakistanesos l'anomenen Madar-e-Millat ("mare de la nació") de manera afectuosa.

## Biografia
Nusrat Ispahani provenia d'una família iraniana cosmopolita dedicada als negocis. Abans de migrar a Pakistan, va estudiar a la Universitat d'Esfahan, on va obtenir el títol d'Humanitats el 1950.
Va conèixer Zulfikar Ali Bhutto a Karachi, el mateix lloc on es casarien el 8 de setembre de 1951 malgrat l'oposició inicial de la família del jove: Ispahani era xiita, Bhutto era sunnita. Nusrat és la segona dona d'Ali Bhutto, que ja havia estat casat amb la seva cosina quan tenia tan sols 13 anys. Van tenir quatre fills: Benzair, Murtaza, Sanam i Shahnawaz. El vidu de Benzair i gendre de Nusrat, Asif Ali Zardari, va ser president del Pakistan entre 2008 i 2013.

## Carrera política
Zulfikar va exercir d'advocat abans d'entrar al govern del general Ayub Khan. Va renunciar al seu càrrec de ministre d'afers exteriors per mostrar el seu desacord amb la capitulació de l'Índia després de la guerra per Caixmir de 1965 i va fundar el Partit del Poble Pakistanès (PPP). El nou partit progressista va guanyar les eleccions de 1970, i Nusrat va esdevenir primera dama.
Nusrat va afrontar el cop militar del general Zia-ul-Ha que va tombar el govern del seu marit. Va ocupar el lloc de Zulfikar al càrrec del PPP i, sota arrest domiciliari, va emprendre una batalla legal sense èxit per evitar l'execució del seu marit, que va morir penjat el 4 d'abril de 1979 a la Presó Central de Rawalpindi després d'un judici molt polèmic. Després de la seva mort, Nusrat va exiliar-se a Londres amb els seus fills, des d'on el 1981 va cofundar el Moviment per la Restauració de la Democràcia, una aliança entre partits polítics d'esquerres del Pakistan amb l'objectiu de restaurar la democràcia al país i d'assolir el control civil de l'exèrcit.
Nusrat va retornar a Pakistan el 1988 per fer campanya per les primeres eleccions lliures després del cop d'estat. El 16 de novembre de 1988 el PPP, liderat de la seva filla Benzair Bhutto, va guanyar el bloc d'escons més gran de l'Assemblea Nacional. Bhutto va jurar com a primera ministra d'un govern de coalició el 2 de desembre, convertint-se a l'edat de 35 anys en la persona més jove -i la primera dona- a encapçalar el govern democràtic d'un estat de majoria musulmana en temps moderns. Els vint mesos que Benzair va estar al poder, Nusrat va ser membre de l'Assamblea per Larkana, càrrec que més tard repetiria de 1993 a 1996 després de la legislatura intermèdia d'Aliança Democràtica Islàmica.
Nusrat va ser escollida per l'Assemblea Nacional una altra vegada el 1997, però va renunciar al càrrec quan van aparèixer els primers signes d'Alzeimer i traslladar-se a Dubai.

## Mort
Nusrat va patir un càncer el 1982, per al qual va rebre tractament mèdic a Londres. A mitjans de la dècada de 1990, i especialment després de la mort del seu fill Murtaza, es va retirar de la vida pública i va ser diagnosticada amb Alzheimer. La malaltia es trobava en un estat tan avançat el 2007 que no va ser conscient de l'assassinat de la seva filla Benzair. Va morir el 23 d'octubre de 2011 a 82 anys a l'Hospital Iranià de Dubai. El seu cos va ser transportat a la seva ciutat natal, i va ser enterrada al costat del seu marit i fills al mausoleu de la família Bhutto en una cerimònia amb milions d'assistents.